# Primula reinii
Primula reinii är en viveväxtart som beskrevs av Adrien René Franchet och Sav. Primula reinii ingår i släktet vivor, och familjen viveväxter.

## Underarter
Arten delas in i följande underarter:
- P. r. kitadakensis
- P. r. myogiensis
- P. r. rhodotricha

## Bildgalleri

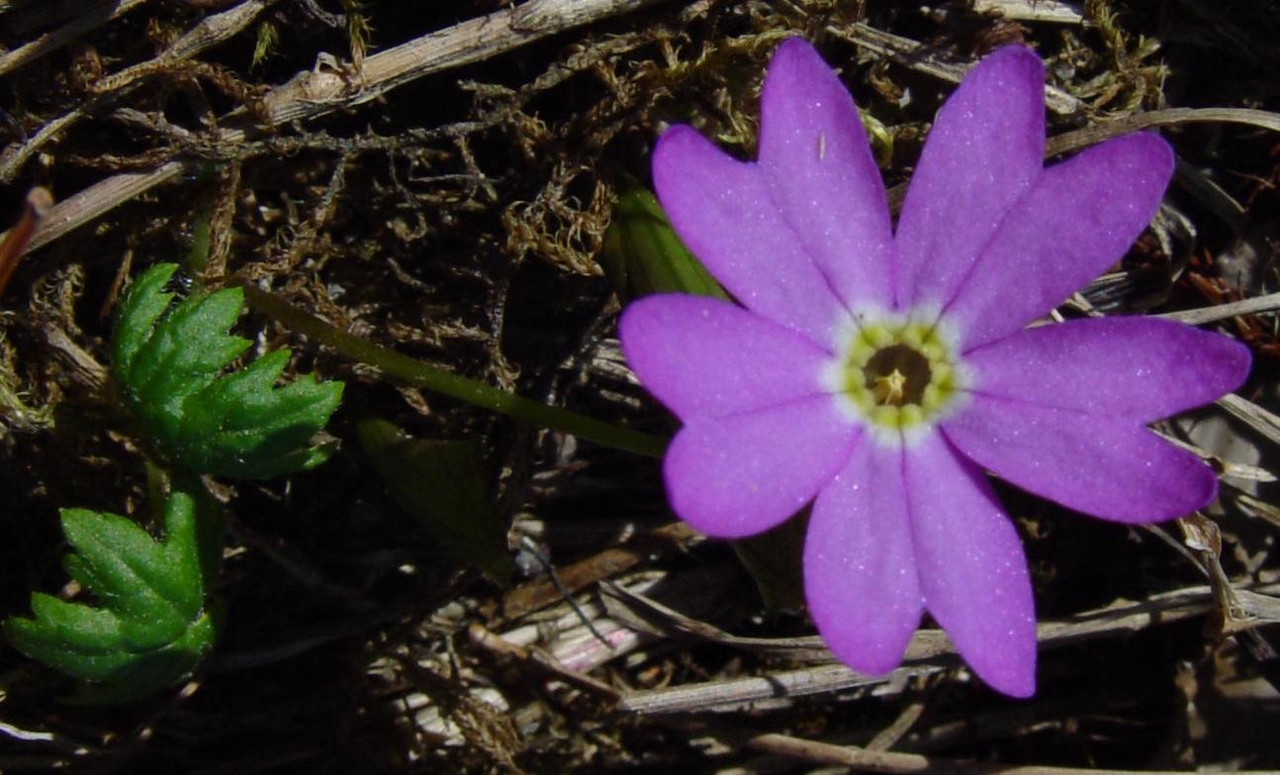
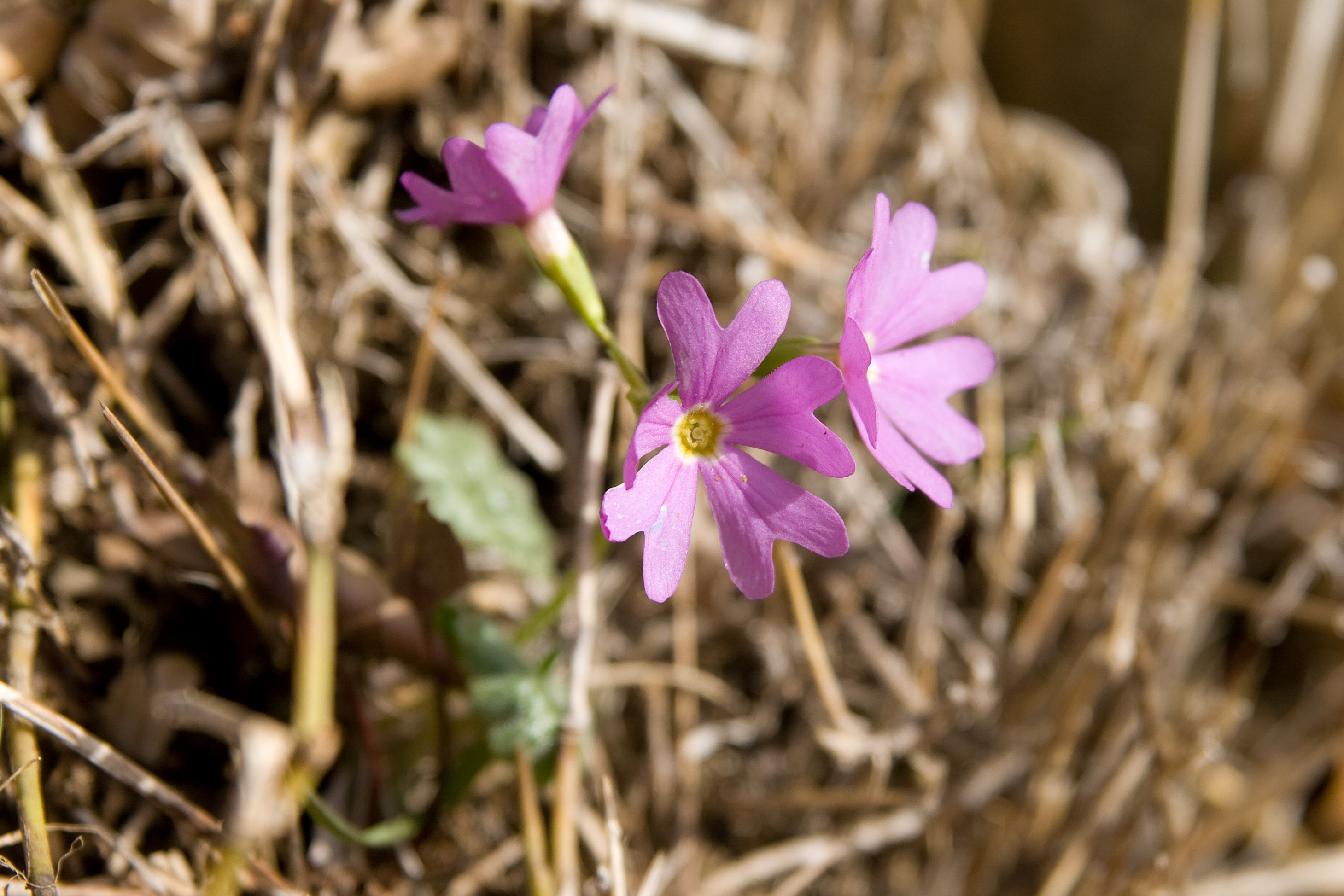
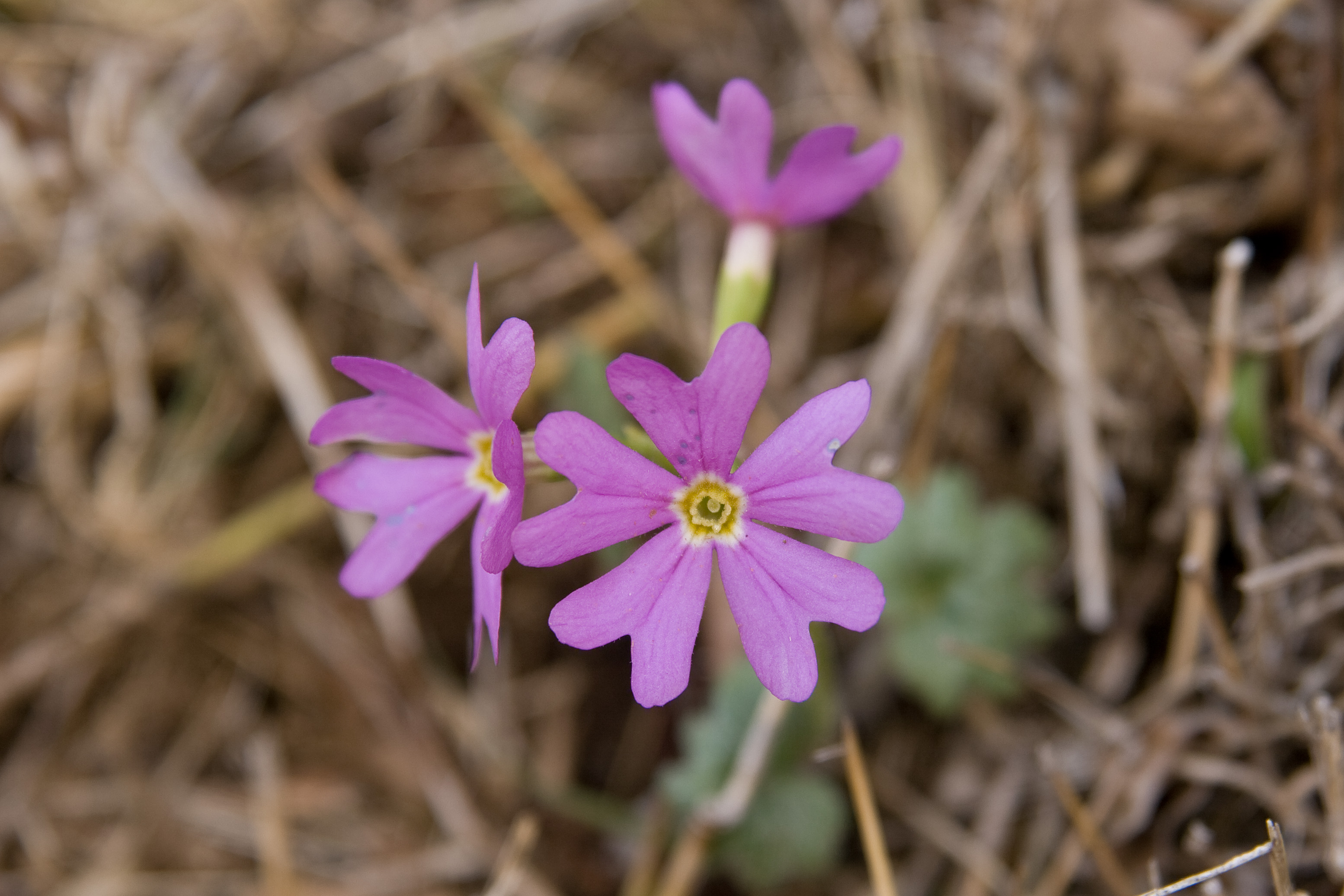
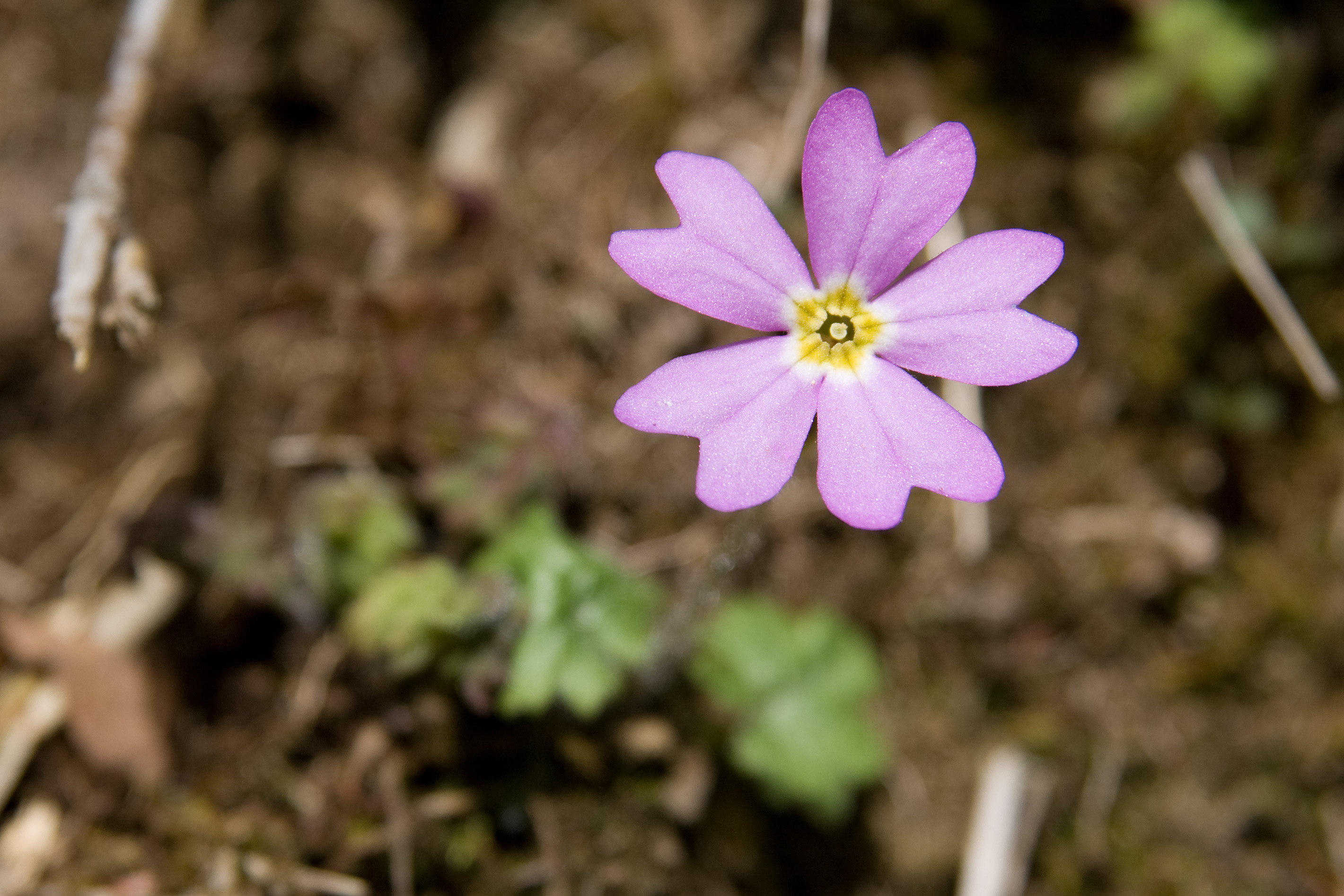
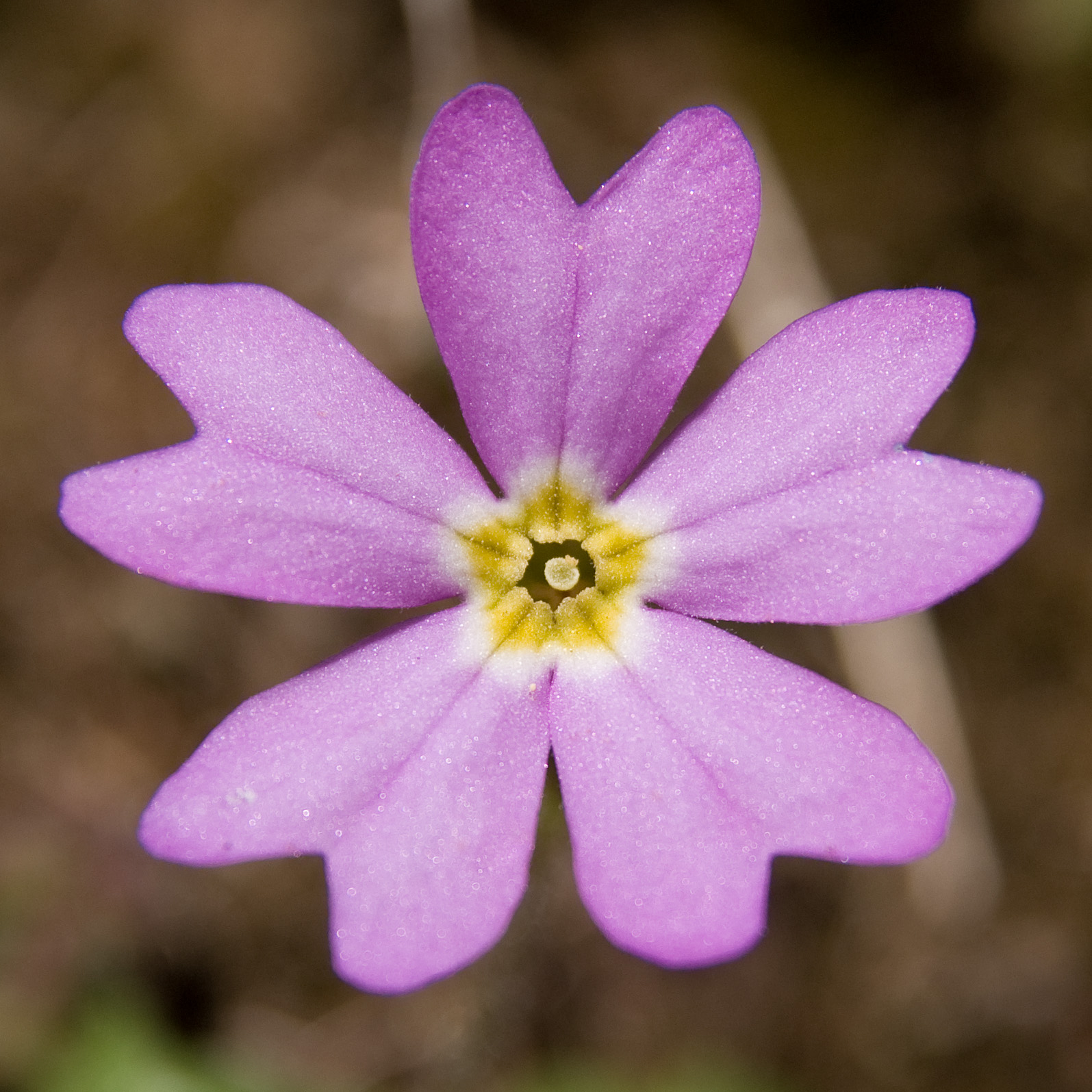
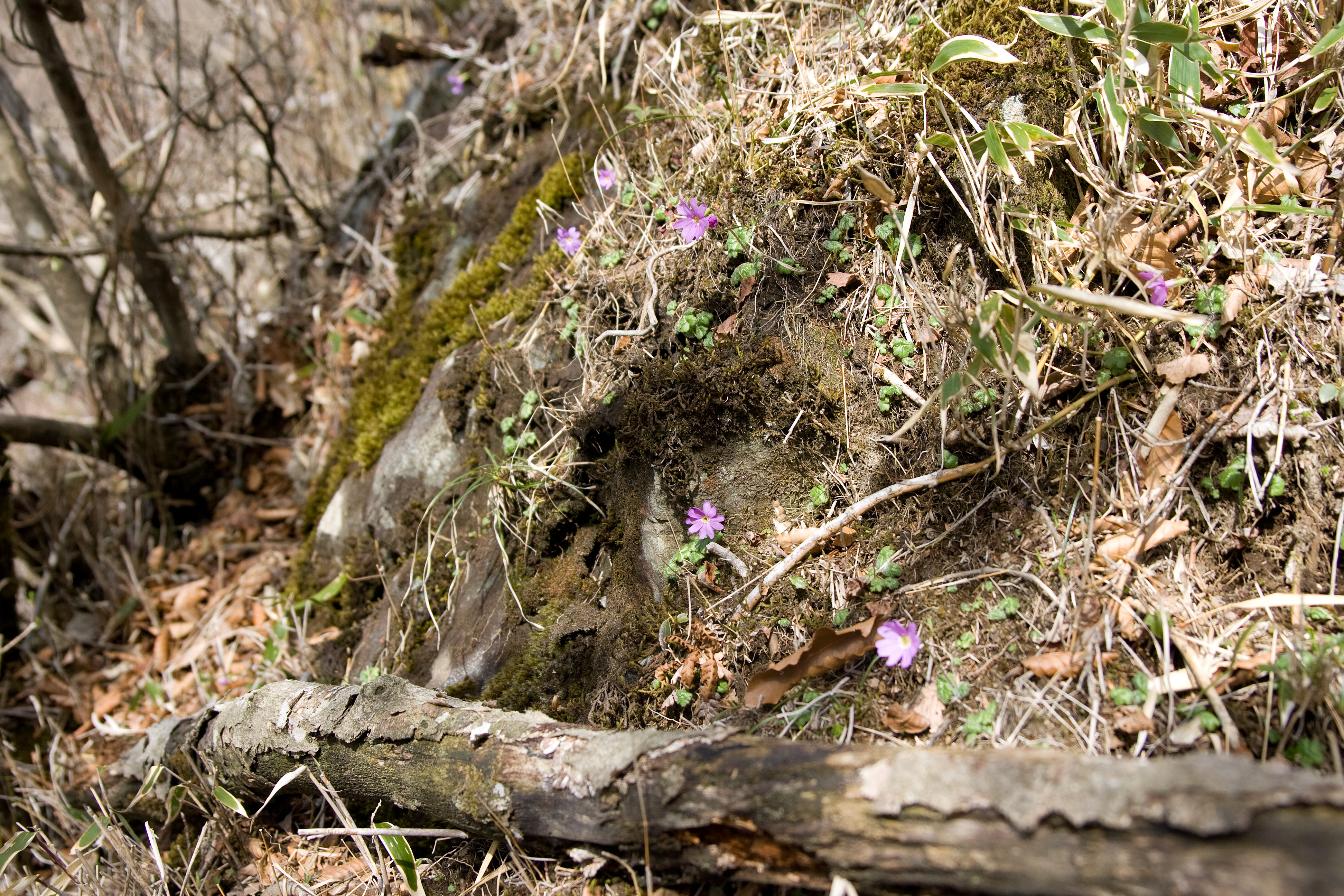